# Las apariencias engañan (álbum)
Las apariencias engañan es el nombre del álbum n° 56 de la cuenta personal de Raphael. Fue lanzado al mercado bajo el sello discográfico CBS Discos en 1988, primero para la dicha disquera, donde se desprenden los sencillos: Toco madera, No me puedo quejar, Siempre estás diciendo que te vas y Miénteme todos escritos por Roberto Livi.

## Lista de canciones
| Las apariencias engañan |                                             |                                                                  |          |  |
| N.º                     | Título                                      | Escritor(es)                                                     | Duración |  |
| 1.                      | «Miénteme»                                  | Bebu Silvetti, Roberto Livi                                      | 3:10     |  |
| 2.                      | «Toco madera»                               | Alberto Campoy, Roberto Livi                                     | 3:45     |  |
| 3.                      | «Siempre estás diciendo que te vas»         | Ed Wilson, Roberto Livi                                          | 3:50     |  |
| 4.                      | «Lo voy a dividir»                          | Roberto Livi                                                     | 3:50     |  |
| 5.                      | «Si te quiero Andalucía»                    | Bebu Sivetti, Roberto Livi                                       | 5:10     |  |
| 6.                      | «Mintiéndome olvidarte»                     | Bebu Silvetti, Roberto Livi                                      | 4:05     |  |
| 7.                      | «Voy a perder la memoria»                   | Bebu Silvetti, Roberto Livi                                      | 3:50     |  |
| 8.                      | «Yo sigo amándote»                          | Bebu Silvetti, Roberto Livi                                      | 3:25     |  |
| 9.                      | «Las apariencias engañan»                   | Bebu Silvetti, Juan Mardi, Roberto Livi                          | 3:55     |  |
| 10.                     | «No me puedo quejar» (Non Je Regrette Rien) | Michel Vaucaire, Charles Dumont Adapt: al español: Manuel Salina | 3:30     |  |

- Datos: Q5970216